# Vratislav Ier de Bohême
Vratislav Ier, né vers 888 et mort le 13 février 921, fut le troisième duc de Bohême issu de la dynastie des Přemyslides régnant de 915 jusqu'à sa mort. 

## Biographie
Vratislav est le second fils du duc Bořivoj Ier de Bohême, le premier souverain chrétien de Bohême, et de son épouse sainte Ludmila. À la mort de son père vers 889, Vratislav et son frère aîné Spytihněv, encore mineurs, ont été confrontés à la prise de pouvoir du prince Svatopluk Ier, seigneur de la Grande-Moravie. Il aura fallu attendre la mort de Svatopluk en 894 pour que Spytihněv puisse prendre la succession de son père. Les deux fils de Bořivoj participent à la diète de Ratisbonne en juillet 895 et  prêtent le serment de fidélité au roi franc Arnulf.
À la mort de son frère en 915, Vratislav devient duc de Bohême à Prague. L'ancienne historiographie rend compte d'une domination sur les régions voisines de Silésie et de Moravie, ainsi que de la fondation du château fort de Wrocław (Wratislawa). En ce qui concerne la politique extérieure du duché, Vratislav en regardant les souhaits d'expansion du duc Henri de Saxe s'est attaché à la conclusion de plusieurs alliances stratégiques. Il poursuivit le rapprochement avec le duc Arnulf de Bavière qui lui-même a dû fuir de son pays devant l'armée saxonne. Peu tard, les troupes de la grande-principauté de Hongrie ont pu traverser librement les domaines de Vratislav pour envahir la Germanie à l'ouest. 
Vratislav meurt en 921 à l'âge de 33 ans en défendant son royaume contre les Hongrois qui ont anéanti l'État de Grande-Moravie en 907. Il est enterré dans l'église Saint-Georges qu'il a fait construire dans l'enceinte du château de Prague. Pendant le règne de Spytihněv et Vratislav, deux hommes pieux, les Přemyslides se sont imposés comme la famille dominante en Bohême centrale. 
La veuve de Vratislav, Drahomíra, reprit la régence en lieu et place de son fils mineur Venceslas, tandis que l'éducation du successeur au trône doit demeurer la tâche de sa grand-mère Ludmila. Le résultat était un conflit entre les deux, au cours duquel Drahomíra fit assassiner sa belle-mère le 15 septembre 921.

## Union et postérité
Vers l'an 906, Vratislas épouse Drahomíra de Stodor, princesse slave païenne de la région sur la Havel. Avec son épouse, il a deux fils :
- Venceslas († 929 ou 935), duc de Bohême, saint patron de la République tchèque ;
- Boleslav dit « le Cruel » († 972), duc de Bohême.

Une fille, Přibislava, fut une religieuse à Prague.